# Grand Prix Velké Británie 1977
Grand Prix Velké Británie 1977 (oficiálně XXX John Player British Grand Prix) se jela na okruhu Silverstone v Silverstonu ve Velké Británii dne 16. července 1977. Závod byl desátým v pořadí v sezóně 1977 šampionátu Formule 1.

## Předběžná kvalifikace
| Poř. | No. | Jezdec             | Konstruktér  | Čas     | Ztráta |
| ---- | --- | ------------------ | ------------ | ------- | ------ |
| 1    | 40  | Gilles Villeneuve  | McLaren-Ford | 1:19.48 | —      |
| 2    | 23  | Patrick Tambay     | Ensign-Ford  | 1:19.55 | +0.07  |
| 3    | 34  | Jean-Pierre Jarier | Penske-Ford  | 1:19.63 | +0.15  |
| 4    | 30  | Brett Lunger       | McLaren-Ford | 1:19.72 | +0.24  |
| 5    | 38  | Brian Henton       | March-Ford   | 1:19.82 | +0.34  |
| 6    | 37  | Arturo Merzario    | March-Ford   | 1:19.86 | +0.38  |
| 7    | 27  | Patrick Nève       | March-Ford   | 1:19.97 | +0.49  |
| 8    | 36  | Emilio de Villota  | McLaren-Ford | 1:20.38 | +0.90  |
| 9    | 31  | David Purley       | LEC-Ford     | 1:20.63 | +1.15  |
| 10   | 33  | Andy Sutcliffe     | March-Ford   | 1:21.93 | +2.45  |
| 11   | 35  | Guy Edwards        | BRM          | 1:22.62 | +3.14  |
| 12   | 44  | Tony Trimmer       | Surtees-Ford | 1:22.80 | +3.32  |
| 13   | 45  | Brian McGuire      | McGuire-Ford | 1:23.76 | +4.28  |
| 14   | 32  | Mikko Kozarowitzky | March-Ford   | 1:25.16 | +5.68  |

## Kvalifikace
| Poř. | No. | Jezdec                | Konstruktér        | Čas     | Ztráta |
| ---- | --- | --------------------- | ------------------ | ------- | ------ |
| 1    | 1   | James Hunt            | McLaren-Ford       | 1:18.49 | —      |
| 2    | 7   | John Watson           | Brabham-Alfa Romeo | 1:18.77 | +0.28  |
| 3    | 11  | Niki Lauda            | Ferrari            | 1:18.84 | +0.35  |
| 4    | 20  | Jody Scheckter        | Wolf-Ford          | 1:18.85 | +0.36  |
| 5    | 6   | Gunnar Nilsson        | Lotus-Ford         | 1:18.95 | +0.46  |
| 6    | 5   | Mario Andretti        | Lotus-Ford         | 1:19.11 | +0.62  |
| 7    | 8   | Hans-Joachim Stuck    | Brabham-Alfa Romeo | 1:19.16 | +0.67  |
| 8    | 19  | Vittorio Brambilla    | Surtees-Ford       | 1:19.20 | +0.71  |
| 9    | 40  | Gilles Villeneuve     | McLaren-Ford       | 1:19.32 | +0.83  |
| 10   | 3   | Ronnie Peterson       | Tyrrell-Ford       | 1:19.42 | +0.93  |
| 11   | 2   | Jochen Mass           | McLaren-Ford       | 1:19.55 | +1.06  |
| 12   | 17  | Alan Jones            | Shadow-Ford        | 1:19.60 | +1.11  |
| 13   | 24  | Rupert Keegan         | Hesketh-Ford       | 1:19.64 | +1.15  |
| 14   | 12  | Carlos Reutemann      | Ferrari            | 1:19.64 | +1.15  |
| 15   | 26  | Jacques Laffite       | Ligier-Matra       | 1:19.75 | +1.26  |
| 16   | 23  | Patrick Tambay        | Ensign-Ford        | 1:19.81 | +1.32  |
| 17   | 37  | Arturo Merzario       | March-Ford         | 1:19.88 | +1.39  |
| 18   | 4   | Patrick Depailler     | Tyrrell-Ford       | 1:19.90 | +1.41  |
| 19   | 30  | Brett Lunger          | McLaren-Ford       | 1:20.06 | +1.57  |
| 20   | 34  | Jean-Pierre Jarier    | Penske-Ford        | 1:20.10 | +1.61  |
| 21   | 15  | Jean-Pierre Jabouille | Renault            | 1:20.11 | +1.62  |
| 22   | 28  | Emerson Fittipaldi    | Fittipaldi-Ford    | 1:20.20 | +1.71  |
| 23   | 18  | Vern Schuppan         | Surtees-Ford       | 1:20.24 | +1.75  |
| 24   | 10  | Ian Scheckter         | March-Ford         | 1:20.31 | +1.82  |
| 25   | 16  | Riccardo Patrese      | Shadow-Ford        | 1:20.35 | +1.86  |
| 26   | 27  | Patrick Nève          | March-Ford         | 1:20.36 | +1.87  |
| 27   | 9   | Alex Ribeiro          | March-Ford         | 1:20.46 | +1.97  |
| 28   | 22  | Clay Regazzoni        | Ensign-Ford        | 1:20.79 | +2.30  |
| 29   | 38  | Brian Henton          | March-Ford         | 1:20.79 | +2.30  |
| 30   | 36  | Emilio de Villota     | McLaren-Ford       | 1:21.53 | +3.04  |

## Závod
| Poř.   | No. | Jezdec                | Konstruktér        | Počet kol | Čas/Odstoupení  | Pořadí na startu | Body |
| ------ | --- | --------------------- | ------------------ | --------- | --------------- | ---------------- | ---- |
| 1      | 1   | James Hunt            | McLaren-Ford       | 68        | 1:31:46.06      | 1                | 9    |
| 2      | 11  | Niki Lauda            | Ferrari            | 68        | + 18.31         | 3                | 6    |
| 3      | 6   | Gunnar Nilsson        | Lotus-Ford         | 68        | + 19.57         | 5                | 4    |
| 4      | 2   | Jochen Mass           | McLaren-Ford       | 68        | + 47.76         | 11               | 3    |
| 5      | 8   | Hans-Joachim Stuck    | Brabham-Alfa Romeo | 68        | + 1:11.73       | 7                | 2    |
| 6      | 26  | Jacques Laffite       | Ligier-Matra       | 67        | + 1 kolo        | 15               | 1    |
| 7      | 17  | Alan Jones            | Shadow-Ford        | 67        | + 1 kolo        | 12               |      |
| 8      | 19  | Vittorio Brambilla    | Surtees-Ford       | 67        | + 1 kolo        | 8                |      |
| 9      | 34  | Jean-Pierre Jarier    | Penske-Ford        | 67        | + 1 kolo        | 20               |      |
| 10     | 27  | Patrick Nève          | March-Ford         | 66        | + 2 kola        | 26               |      |
| 11     | 40  | Gilles Villeneuve     | McLaren-Ford       | 66        | + 2 kola        | 9                |      |
| 12     | 18  | Vern Schuppan         | Surtees-Ford       | 66        | + 2 kola        | 23               |      |
| 13     | 30  | Brett Lunger          | McLaren-Ford       | 64        | + 4 kola        | 19               |      |
| 14     | 5   | Mario Andretti        | Lotus-Ford         | 62        | Motor           | 6                |      |
| 15     | 12  | Carlos Reutemann      | Ferrari            | 62        | + 6 kol         | 14               |      |
| Ret    | 7   | John Watson           | Brabham-Alfa Romeo | 60        | Palivový systém | 2                |      |
| Ret    | 20  | Jody Scheckter        | Wolf-Ford          | 59        | Motor           | 4                |      |
| Ret    | 28  | Emerson Fittipaldi    | Fittipaldi-Ford    | 42        | Klapka          | 22               |      |
| Ret    | 37  | Arturo Merzario       | March-Ford         | 28        | Řazení          | 17               |      |
| Ret    | 16  | Riccardo Patrese      | Shadow-Ford        | 20        | Tlak paliva     | 25               |      |
| Ret    | 4   | Patrick Depailler     | Tyrrell-Ford       | 16        | Brzdy           | 18               |      |
| Ret    | 15  | Jean-Pierre Jabouille | Renault            | 16        | Turbo           | 21               |      |
| Ret    | 10  | Ian Scheckter         | March-Ford         | 6         | Nehoda          | 24               |      |
| Ret    | 3   | Ronnie Peterson       | Tyrrell-Ford       | 3         | Motor           | 10               |      |
| Ret    | 23  | Patrick Tambay        | Ensign-Ford        | 3         | Elektrika       | 16               |      |
| Ret    | 24  | Rupert Keegan         | Hesketh-Ford       | 0         | Nehoda          | 13               |      |
| DNQ    | 9   | Alex Ribeiro          | March-Ford         |           |                 |                  |      |
| DNQ    | 22  | Clay Regazzoni        | Ensign-Ford        |           |                 |                  |      |
| DNQ    | 38  | Brian Henton          | March-Ford         |           |                 |                  |      |
| DNQ    | 36  | Emilio de Villota     | McLaren-Ford       |           |                 |                  |      |
| DNPQ   | 31  | David Purley          | LEC-Ford           |           | Nehoda          |                  |      |
| DNPQ   | 33  | Andy Sutcliffe        | March-Ford         |           |                 |                  |      |
| DNPQ   | 35  | Guy Edwards           | BRM                |           |                 |                  |      |
| DNPQ   | 44  | Tony Trimmer          | Surtees-Ford       |           |                 |                  |      |
| DNPQ   | 45  | Brian McGuire         | McGuire-Ford       |           |                 |                  |      |
| DNPQ   | 32  | Mikko Kozarowitzky    | March-Ford         |           | Nehoda          |                  |      |
| WD     | 25  | Harald Ertl           | Hesketh-Ford       |           |                 |                  |      |
| WD     | 39  | Héctor Rebaque        | Hesketh-Ford       |           |                 |                  |      |
| WD     | 43  | Derek Bell            | Penske-Ford        |           |                 |                  |      |
| WD     | 46  | Bernard de Dryver     | March-Ford         |           |                 |                  |      |
| Zdroj: |     |                       |                    |           |                 |                  |      |

## Průběžné pořadí po závodě
Pohár jezdců
| Pořadí | Jezdec           | Body |
| ------ | ---------------- | ---- |
| 1      | Niki Lauda       | 39   |
| 2      | Mario Andretti   | 32   |
| 3      | Jody Scheckter   | 32   |
| 4      | Carlos Reutemann | 28   |
| 5      | James Hunt       | 22   |
| Zdroj: |                  |      |

Pohár konstruktérů
| Pořadí | Konstruktér        | Body    |
| ------ | ------------------ | ------- |
| 1      | Ferrari            | 56 (58) |
| 2      | Lotus-Ford         | 47      |
| 3      | McLaren-Ford       | 34      |
| 4      | Wolf-Ford          | 32      |
| 5      | Brabham-Alfa Romeo | 19      |
| Zdroj: |                    |         |